# 塞马塔尔
塞马塔尔（德語：Sehmatal，意为“塞马河谷”）是德国萨克森州的市镇，隶属于厄尔士山县。总面积为44.51平方千米，截至2023年12月31日总人口为6,128人。